# 赵允顶
赵允顶（1969年9月29日—）是一名韩国女子射箭运动员。她在1992年巴塞罗那奥运会中，参加了女子射箭比赛，并获得女子射箭团体以及射箭个人比赛金牌。